# Borstel (Dolna Saksonia)
Borstel (dolnoniem. Bössel) – miejscowość i gmina w Niemczech, w kraju związkowym Dolna Saksonia, w powiecie Diepholz, wchodzi w skład gminy zbiorowej Siedenburg.